# Числително име (словенски език)

## Числителни бройни (Glavni števnik)
- ena, dva, tri, štiri, pet и т.н. (едно, две, три, четири, пет и т.н.) – означават брой

- - Po pošti smo vam poslali tri pakete. (Изпратихме ви три пакета по пощата.)
  - Ko dopolniš sedemindvajseto leto, dobiš denar. (Когато навършиш двайсет и седем години, ще получиш парите.)
  - Ekvator je dolg okrog štirideset tisoč sedemdeset kilometrov. (Дължината на екватора е около четири хиляди и седемдесет километра.)

Числата до десет са следните: nič  (0), ena, dva (или dve), tri, štiri, pet, šest, sedem, osem, devet, deset.
Числата от 11 до 19 се образуват с наставката -najst (-надесет, -найсет): enajst, dvanajst, trinajst, štirinajst, petnajst, šestnajst, sedemnajst, osemnajst, devetnajst.
Десетиците от 20 до 90 се образуват с наставка deset (десет), освен 20, което е dvajset. Единиците при тези числа се прибавят преди десетиците, подобно на немски език, и се свързват с in (и).
- dvajset (20), enaindvajset (21), dvaindvajset (22), triindvajset (23), štiriindvajset (24)... trideset (30), enaintrideset (31)... petdeset (50)... devetindevetdeset (99).

Стотиците се образуват с помощта на думата sto (сто), подобно на десетиците:
- sto (100), sto ena (101), sto dva (102)... sto deset (110)... sto devetindevetdeset (199), dvesto (200)... tristo (300)... devetsto devetindevetdeset (999)

Хилядите следват същия модел, но се пишат разделно:
- tisoč (1000), tisoč ena (1001)... tisoč sto (1100)... dva tisoč (2000)... pet tisoč petsto petinpetdeset (5555)... deset tisoč (10 000)... sto tisoč (100 000)... devetsto devetindevetdeset tisoč devetsto devetindevetdeset (999 999).

Числителните имена за милиони, милиарди и т.н. се скланят като съществителни:
- milijon (1 000 000)... dva milijona (два милиона), dva milijona ena (2 000 001)... sedem milijonov petnajst tisoč sedemindvajset (7 015 027)... devetsto devetindevetdeset milijonov devetsto devetindevetdeset tisoč devetsto devetindevetdeset (999 999 999), milijarda (1 000 000 000)... dve milijardi (2 000 000 000)... bilijon (1 000 000 000 000) и т.н.

## Числителни редни (Vrstilni števnik)
- prvi, drugi, tretji, četrti, peti и т.н. (първи, втори, трети, четвърти, пети и т.н.) – означават номер подред в дадена редица, последователност и т.н. (когато се пишат с цифри, след числото се поставя точка (1.  (1-ви)).

- - Zasedli so prvo mesto. (Класираха се на първо място.)
  - Stoprvi gost je prispel. (Пристигна сто и първият гост.)
  - Stodruga noga jo boli. (Боли я сто и вторят крак-:))
  - Sedemnajsttisočtristoenainosemdeseti kovanec je bil rahlo umazan. (Седемнайсет хиляди триста осемдесет и първата монета беше леко изцапана.)
  - Ob osmi uri zjutraj. (В осем часа сутринта.) – обикновено се пише Ob 8. uri zjutraj.  или Ob 8h zjutraj.  (Ob osmih zjutraj – В осем сутринта.)

## Числителни събирателни (Ločilni števnik)
- dvoje, troje, četvero, petero – означават брой на лица или предмети в група, или се използват за подчертаване на това, че дадено множество се състои от отделни предмети или лица (dvoje oči, dvoje vrat, troje ljudi (две очи, две врати, трима души))

## Числителни мултипликативни (Množilni števnik)
- enojno, dvojno, trojno, četvorno, petorno и т.н. (единично, двойно, тройно, четворно, петорно и т.н.) – се използват за определяне броя на частите на даден предмет (dvojni ulomek (двойно парче, две части))
- enkraten, dvakraten, trikraten, štirikraten, petkraten и т.н. (с подобно значение, но по-рядко се използват)

## Числителни неопределени (Nedoločni števnik)
Числителните неопределени не определят точно броя на дадено съществително. Тези думи са неизменяеми:
- dosti (доста, твърде много)
- mnogo (много)
- več (повече, много)
- veliko (много, голям брой, голямо количество)
- malo (малко)
- nekaj (малко, известно количество)
- koliko (колко)
- toliko толкова)

- Dosti dela je šlo v nič, saj smo prepozno spoznali, da pisalni stroj ni imel papirja. (Доста работа отиде напразно, тъй като твърде късно разбрахме, че в пишещата машина няма хартия.)

## Числителни наречия (Prislovni števnik)
Към тези числителни спадат enkrat, dvakrat (веднъж, дваж (два пъти)) и т.н., както и prvič (или prvikrat), drugič (или drugikrat) (за пръв път (първи път), за втори път (втори път)) и т.н.
- Osel gre samo enkrat na led. (Магарето тръгва по лед само веднъж.) (словенска поговорка)
- Ko drugič poskusiš, uvidiš, da že kar znaš. (Когато опиташ втори път, ще разбереш, че знаеш доста.)